# Barrett (álbum)
Barrett é o segundo e último álbum de estúdio do cantor, compositor e guitarrista Syd Barrett, lançado em 1970. Produzido por David Gilmour e com participação de Richard Wright, contém músicas com temáticas mais melancólicas que o seu antecessor.
Nesta época, o comportamento de Syd estava cada vez mais socialmente inadequado, fazendo com que Gilmour se esforçasse muito para que o músico apenas conseguisse cantar e tocar. David e Richard fizeram vários incrementos instrumentais às faixas para torná-las mais agradáveis. A capa do disco foi desenhada pelo próprio Syd Barrett.

## Antecedentes
As vendas iniciais e a reação da crítica e do público ao primeiro álbum solo de Barrett, The Madcap Laughs, foram consideradas suficientes e entusiasmadas o suficiente pela EMI para aprovar um segundo álbum solo de Barrett. Em 24 de fevereiro de 1970, um mês após o lançamento do projeto anterior, Barrett apareceu no programa de rádio Top Gear, de John Peel, onde tocou apenas uma música do álbum recém-lançado ("Terrapin"), três que mais tarde seriam gravadas para Barrett ("Gigolo Aunt", "Baby Lemonade" e "Effervescing Elephant") e uma única ("Two of a Kind", escrita por Richard Wright). Wright reportedly wrote the song but Barrett insisted it was his own composition (and wanted to include it on The Madcap Laughs).}} Os produtores da sessão não tiveram contato verbal com Barrett, comunicando-se com ele apenas por meio de Gilmour. Para a sessão de rádio, Gilmour e o baterista do Humble Pie, Jerry Shirley, acompanharam Barrett no baixo e nos bongôs, respectivamente. A versão de "Gigolo Aunt" gravada para a sessão de rádio (e posteriormente lançada em The Peel Session, de 1988) estava inacabada, pois Barrett havia cantado o verso inicial três vezes. Barrett tocou slide guitar na versão de rádio de "Baby Lemonade", com Gilmour no órgão.
Dois dias depois, ele começou a trabalhar em seu segundo álbum no Abbey Road Studios, com Gilmour como produtor, e um trio de músicos: Richard Wright, Shirley e o próprio Gilmour. O principal objetivo das sessões de Barrett era dar a Barrett a estrutura e o foco que muitos sentiam que estavam faltando durante as longas e complicadas sessões de The Madcap Laughs. Assim, as sessões foram conduzidas de forma mais eficiente e o álbum foi concluído em um tempo consideravelmente menor do que o do projeto anterior (seis meses, em comparação com um ano de Madcap). Em 6 de junho de 1970, Barrett fez sua primeira e única apresentação solo oficial, no Olympia, em Kensington, apoiado mais uma vez por Gilmour e Shirley. No final de "Octopus", o quarto número da apresentação, Barrett deixou o público e seus músicos de apoio perplexos ao retirar abruptamente sua guitarra e sair do palco.

## Faixas
| Lado A |                 |                                                                               |         |  |
| N.º    | Título          | Notas                                                                         | Duração |  |
| 1.     | "Baby Lemonade" | - Take 1, gravado em 26 de fevereiro de 1970                                  |         |  |
| 2.     | "Love Song"     | - Take 1, gravado em 17 de julho de 1970, overdubs adicionados em 17 de julho |         |  |
| 3.     | "Dominoes"      | - Take 3, gravado em 14 de julho de 1970                                      |         |  |
| 4.     | "It Is Obvious" | - Take 1, gravado em 17 de julho de 1970, overdubs adicionados em 20 de julho |         |  |
| 5.     | "Rats"          | - Demo, gravado em 7 de maio de 1970, overdubs adicionados em 5 de julho      |         |  |
| 6.     | "Maisie"        | - Take 2, gravado em 26 de fevereiro de 1970                                  |         |  |

| Lado B |                             |                                                                                        |         |  |
| N.º    | Título                      | Notas                                                                                  | Duração |  |
| 7.     | "Gigolo Aunt"               | - Take 15, gravado em 27 fevereiro de 1970, overdubs adicionados em 2 de abril         |         |  |
| 8.     | "Waving My Arms in the Air" | - Take 1, gravado em 27 fevereiro de 1970, overdubs e vocais adicionados em 2 de abril |         |  |
| 9.     | "I Never Lied to You"       | - Take 1, gravado em 27 fevereiro de 1970, overdubs e vocais adicionados em 2 de abril |         |  |
| 10.    | "Wined e Dined"             | - Take 10, gravado em 14 de julho de 1970                                              |         |  |
| 11.    | "Wolfpack"                  | - Take 2, gravado em 3 de abril de 1970                                                |         |  |
| 12.    | "Effervescing Elephant"     | - Take 9, gravado em 14 de julho de 1970                                               |         |  |

## Ficha técnica
- Syd Barrett – guitarras, vocais
- David Gilmour – produção musical, baixo, órgão, bateria e guitarra
- Richard Wright – piano, órgão
- Vic Saywell – tuba
- Jerry Shirley – bateria e percussão
- Willie Wilson – percussão
- John Wilson – bateria
- Peter Bown – engenheiro